# Campeonato Asiático de Atletismo de 2017 - Revezamento 4x400 m feminino
A prova dos 4 x 400 metros estafetas feminino do Campeonato Asiático de Atletismo de 2017 foi disputada no dia 9 de julho de 2017 no Kalinga Stadium em Bhubaneswar, na Índia. 

## Recordes
Antes desta competição, os recordes mundiais e do campeonato nesta prova eram os seguintes:
|                       | Nome                                                               | Nacionalidade   | Tempo     | Local   | Data                   |
| --------------------- | ------------------------------------------------------------------ | --------------- | --------- | ------- | ---------------------- |
| Recorde mundial       | Tatyana Ledovskaya, Olga Nazarova Mariya Kulchunova, Olga Bryzgina | União Soviética | 3m 15s 17 | Seul    | 1 de outubro de 1988   |
| Recorde do campeonato | Rajwinder Kaur, Sathi Geetha Chitra K. Soman, Manjeet Kaur         | Índia           | 3m 30s 93 | Incheon | 2005                   |
| Recorde asiático      | Xiaohong An, Xiaoyun Bai Chunying Cao, Yuqin Ma                    | China           | 3m 24s 28 | Pequim  | 13 de setembro de 1993 |

## Medalhistas
| Ouro                                                                         | Prata                                                                          | Bronze                                                           |
| Índia · Debashree Mazumdar · M. R. Poovamma · Jisna Mathew · Nirmala Sheoran | Vietname · Nguyễn Thị Oanh · Quách Thị Lan · Hoàng Thị Ngọc · Nguyễn Thị Huyền | Japão · Sayaka Aoki · Kana Ichikawa · Seika Aoyama · Manami Kira |

## Resultado final
| Posição           | Nacionalidade | Atletas                                                                   | Tempo   | Notas |
| ----------------- | ------------- | ------------------------------------------------------------------------- | ------- | ----- |
| Medalha de ouro   | Índia         | Debashree Mazumdar , M. R. Poovamma, Jisna Mathew, Nirmala Sheoran        | 3:31.34 |       |
| Medalha de prata  | Vietname      | Nguyễn Thị Oanh, Quách Thị Lan, Hoàng Thị Ngọc, Nguyễn Thị Huyền          | 3:33.22 |       |
| Medalha de bronze | Japão         | Sayaka Aoki, Kana Ichikawa, Seika Aoyama, Manami Kira                     | 3:37.74 |       |
| 4                 | Cazaquistão   | Svetlana Golendova, Elina Mikhina, Adelina Akhmetova, Merjen Ishangulyeva | 3:37.95 |       |
| 5                 | Tailândia     | Pornpan Hoemhuk, Atchima Eng-Chuan, Jutamas Khonkham, Supanich Poolkerd   | 3:38.63 |       |

Legenda
| Recorde mundial       | Recorde mundial (World record)               |                       | Recorde africano                      | Recorde africano (African) |                                           | Q | Classificado por posição (Qualified) |
| Recorde do campeonato | Recorde do campeonato (Championship record)  | Recorde da América    | Recorde da América (Americas)         | q                          | Classificado por melhor tempo (Qualified) |   |                                      |
| Melhor marca do ano   | Melhor marca do ano (World leading)          | Recorde asiático      | Recorde asiático (Asian)              | DNS                        | Não largou (Did not start)                |   |                                      |
| Recorde nacional      | Recorde nacional (National record)           | Recorde europeu       | Recorde europeu (European)            | DNF                        | Não terminou (Did not finish)             |   |                                      |
| Recorde pessoal       | Recorde pessoal do atleta (Personal best)    | Recorde da Oceania    | Recorde da Oceania (Oceania)          | DSQ / DQ                   | Desclassificado (Disqualified)            |   |                                      |
| Recorde da temporada  | Recorde da temporada do atleta (Season best) | Recorde sul-americano | Recorde sul-americano (South America) | NM                         | Sem marca (No mark)                       |   |                                      |